# Florin Șerban
Florin Șerban (ur. 21 stycznia 1975 w Reșițy) – rumuński reżyser, scenarzysta i producent filmowy. Uznawany za jednego z przedstawicieli tzw. rumuńskiej nowej fali.

## Życiorys
Urodził się w 1975 w miejscowości Reșița na zachodzie Rumunii. Początkowo studiował filozofię, hermeneutykę i teorię kultury na Uniwersytecie Babeș-Bolyai w transylwańskim Klużu (1992-1998), a następnie przeniósł się do Bukaresztu, gdzie w latach 1998–2002 studiował reżyserię filmową na Narodowym Uniwersytecie Sztuki Teatralnej i Filmowej im. I.L. Caragiale (UNATC). Kontynuował studia reżyserskie na Uniwersytecie Columbia w Nowym Jorku i ukończył je w 2008.
Debiutował krótkometrażowym filmem Mecano (2001), który nakręcił wspólnie z Cristianem Nemescu i Danielem Serbanicą.
Największy sukces odniósł filmem Jak chcę gwizdać, to gwiżdżę (2010). Ten niskobudżetowy obraz, w którym większość ról powierzono amatorom, opowiadał o przebywającym w zakładzie poprawczym młodocianym kryminaliście. Niespodziewanie dla siebie zakochuje się on w odbywającej tam staż studentce socjologii. Film przyniósł reżyserowi Srebrnego Niedźwiedzia – Grand Prix Jury oraz Nagrodę im. Alfreda Bauera za innowacyjność na 60. MFF w Berlinie. Był również oficjalnym rumuńskim kandydatem do Oscara dla najlepszego filmu nieanglojęzycznego, ale ostatecznie nie otrzymał nominacji do tej nagrody.
Kolejny film fabularny Şerbana, Boks (2015), poświęcony był relacji pomiędzy młodym bokserem a sporo od niego starszą prowincjonalną aktorką. Obraz miał swoją premierę na MFF w Karlowych Warach, gdzie otrzymał nagrodę FIPRESCI.

## Filmografia

### Reżyser

#### Filmy fabularne
- 2009: Emigrant
- 2010: Jak chcę gwizdać, to gwiżdżę (Eu când vreau să fluier, fluier)
- 2015: Boks (Box)
- 2018: Dragoste 1: Câine

#### Filmy krótkometrażowe
- 2001: Mecano (współreżyser)[4][5]